# Comuna de Wąbrzeźno
Wąbrzeźno (polaco: Gmina Wąbrzeźno) é uma gminy (comuna) na Polónia, na voivodia de Cujávia-Pomerânia e no condado de Wąbrzeski. A sede do condado é a cidade de Wąbrzeźno.
De acordo com os censos de 2004, a comuna tem 8603 habitantes, com uma densidade 42,8 hab/km².

## Área
Estende-se por uma área de 200,78 km², incluindo:
- área agrícola: 75%
- área florestal: 12%

## Demografia
Dados de 30 de Junho 2004:
|                      | Total   | Total | Mulheres | Mulheres | Homens  | Homens |
| -------------------- | ------- | ----- | -------- | -------- | ------- | ------ |
|                      | pessoas | %     | pessoas  | %        | pessoas | %      |
| População            | 8603    | 100   | 4345     | 50,5     | 4258    | 49,5   |
| Densidade (pop./km²) | 42,8    | 100   | 21,6     | 21,6     | 21,2    | 21,2   |

De acordo com dados de 2002, o rendimento médio per capita ascendia a 1216,4 zł.

## Subdivisões
- Cymbark, Czystochleb, Jarantowice, Jaworze, Ludowice, Łabędź, Małe Radowiska, Myśliwiec, Orzechowo, Orzechówko, Pływaczewo, Przydwórz, Ryńsk, Sitno, Stanisławki, Trzcianek, Trzciano, Wałycz, Wałyczyk, Węgorzyn, Zieleń.

## Comunas vizinhas
- Chełmża, Dębowa Łąka, Kowalewo Pomorskie, Książki, Płużnica, Radzyń Chełmiński, Wąbrzeźno